# Атлетика на Летњим параолимпијским играма 2016 — 400 метара за мушкарце T54
Трка на 400 метара у класи 54 за мушкарце, била је једна од 29 дисциплина атлетског програма на Летњим параолимпијским играма 2016. у Рио де Жанеиру, Бразил. Такмичење је одржано 11. и 12. септембра на Олимпијском стадиону Жоао Авеланж.

## Земље учеснице
Учествовало је 20 такмичара из 13 земаља.
1. Аустралија (2)
2. Јапан (1)
3. Канада (2)
4. Кина (3)
5. Немачка (1)
6. САД (2)
7. Тајланд (2)
8. Тунис (1)
9. Уједињени Арапски Емирати (1)
10. Уједињено Краљевство (2)
11. Уругвај (1)
12. Француска (1)
13. Холандија (1)

## Рекорди пре почетка такмичења
(стање 8. септембра 2016)
| Рекорди пре почетка Параолимпијских игара 2016. | Рекорди пре почетка Параолимпијских игара 2016. | Рекорди пре почетка Параолимпијских игара 2016. | Рекорди пре почетка Параолимпијских игара 2016. | Рекорди пре почетка Параолимпијских игара 2016. | Рекорди пре почетка Параолимпијских игара 2016. |
| ----------------------------------------------- | ----------------------------------------------- | ----------------------------------------------- | ----------------------------------------------- | ----------------------------------------------- | ----------------------------------------------- |
| Светски рекорд                                  | 45,07                                           | Лисин Џанг                                      | Кина                                            | Пекинг, Кина                                    | 10. септембар 2008.                             |
| Параолимпијски рекорд                           | 45,07                                           | Лисин Џанг                                      | Кина                                            | Пекинг, Кина                                    | 10. септембар 2008.                             |

## Сатница
| Датум               | Време | Ниво               |
| ------------------- | ----- | ------------------ |
| 11. септембар 2016. | 18:14 | Квалификације (Г1) |
| 11. септембар 2016. | 18:20 | Квалификације (Г2) |
| 11. септембар 2016. | 18:26 | Квалификације (Г3) |
| 12. септембар 2016. | 10:16 | Финале             |

Сва времена су по локалном времену (UTC+3)

## Освајачи медаља
|                            |                |                     |
| Кени ван Вегел · Холандија | Јанг Љу · Кина | Јасин Гарби · Тунис |

## Резултати

### Квалификације
Квалификације су одржане 11.9.2016. годину у 18:14, 18:20 и 18:26. Такмичари су били подељени у три групе. У финале су се пласирала прва 2 такмичара из сваке групе и 2 на основу резултата.,,
| Пласман | Група | Атлетичар         | Земља                     | Класа | ЛР    | ЛРС   | Резултат | Белешка |
| ------- | ----- | ----------------- | ------------------------- | ----- | ----- | ----- | -------- | ------- |
| 1.      | 1     | Јанг Љу           | Кина                      | Т53   | 46,46 |       | 46,42    | КВ, ЛР  |
| 2.      | 1     | Кени ван Вегел    | Холандија                 | Т54   | 46,05 | 46,39 | 46,60    | КВ      |
| 3.      | 3     | Дејвид Вир        | Уједињено Краљевство      | Т54   | 46,10 | 46,10 | 46,65    | КВ      |
| 4.      | 1     | Јасин Гарби       | Тунис                     | Т54   | 46,08 | 46,78 | 46,70    | кв, РР  |
| 5.      | 2     | Ченгминг Љу       | Кина                      | Т54   | 46,52 |       | 46,87    | КВ      |
| 6.      | 2     | Ричард Чијасаро   | Уједињено Краљевство      | Т54   | 45,98 | 45,98 | 46,98    | КВ      |
| 7.      | 1     | Saichon Konjen    | Тајланд                   | Т54   | 46,71 | 48,14 | 47,01    | кв, ЛРС |
| 8.      | 3     | Јенфенг Цуеј      | Кина                      | Т54   | 47,46 | 48,47 | 47,61    | КВ, ЛРС |
| 9.      | 1     | Том Кертис        | Канада                    | Т54   | 47,20 | 47,83 | 47,93    |         |
| 10.     | 2     | Јошифуми Нагао    | Јапан                     | Т54   | 47,59 | 47,91 | 48,85    |         |
| 11.     | 3     | Џејк Лапин        | Аустралија                | Т54   | 47,86 | 47,86 | 48,88    |         |
| 12.     | 3     | Марк Шу           | Немачка                   | Т54   | 45,40 | 47,03 | 48,89    |         |
| 13.     | 2     | Данијел Романчук  | САД                       | Т54   | 48,74 | 48,74 | 49,15    |         |
| 14.     | 3     | Ерик Хајтауер     | САД                       | Т54   | 48,47 | 48,88 | 49,19    |         |
| 15.     | 2     | Самјуел Картер    | Аустралија                | Т54   | 49,06 | 49,32 | 49,24    | ЛРС     |
| 16.     | 2     | Александар Дупонт | Канада                    | Т54   | 47,52 | 47,52 | 49,28    |         |
| 17.     | 1     | Алекс Аделаида    | Француска                 | Т54   | 47,74 | 49,85 | 49,91    |         |
| 18.     | 3     | Ekkachai Janthon  | Тајланд                   | Т54   | 49,28 | 51,08 | 51,15    |         |
| 19.     | 3     | Рашид Алдхахери   | Уједињени Арапски Емирати | Т54   | 49,49 | 51,00 | 51,36    |         |
| 20.     | 2     | Едуардо Дутра     | Уругвај                   | Т54   | 57,16 | 57,16 | 57,08    | ЛР      |

### Финале
Финале је одржано 12.9.2016. годину у 10:16.,,
| Пласман | Атлетичар       | Земља                | Класа | Резултат | Белешка |
| ------- | --------------- | -------------------- | ----- | -------- | ------- |
|         | Кени ван Вегел  | Холандија            | Т54   | 46,65    |         |
|         | Јанг Љу         | Кина                 | Т54   | 46,79    |         |
|         | Јасин Гарби     | Тунис                | Т54   | 47,07    |         |
| 4.      | Ричард Чијасаро | Уједињено Краљевство | Т54   | 47,17    |         |
| 5.      | Дејвид Вир      | Уједињено Краљевство | Т54   | 47,30    |         |
| 6.      | Јенфенг Цуеј    | Кина                 | Т54   | 47,63    |         |
| 7.      | Saichon Konjen  | Тајланд              | Т54   | 47,66    |         |
| 8.      | Ченгминг Љу     | Кина                 | Т54   | 47,69    |         |